# Előtét-ellenállás
Az előtét-ellenállást elektromos feszültség mérésénél használják.

## Egyéb felhasználás
Ha a berendezés, vagy annak egy része csak korlátozott nagyságú áram felvételét engedi meg, az átfolyó áram előtét-ellenállás segítségével csökkenthető (pl. LED).

## Műszerben
A voltmérő műszereknek (vagy wattmérők feszültségágának) igen fontos mutatója a bemenő ellenállás. Rb Ω/V = 1 / Iműszer A. Ez megmutatja, hogy 1 V feszültséghez milyen ellenállásérték tartozik. Értelemszerűen ahány voltos méréshatárt szeretnénk készíteni, annyiszor nagyobb összellenállás tartozik hozzá. Nagy feszültségértékek mellett a műszer belső ellenállása elhanyagolható lehet, míg kis feszültség-méréshatárnál a számított értékből le kell vonni a műszer belső ellenállását.

### Több méréshatár esetén

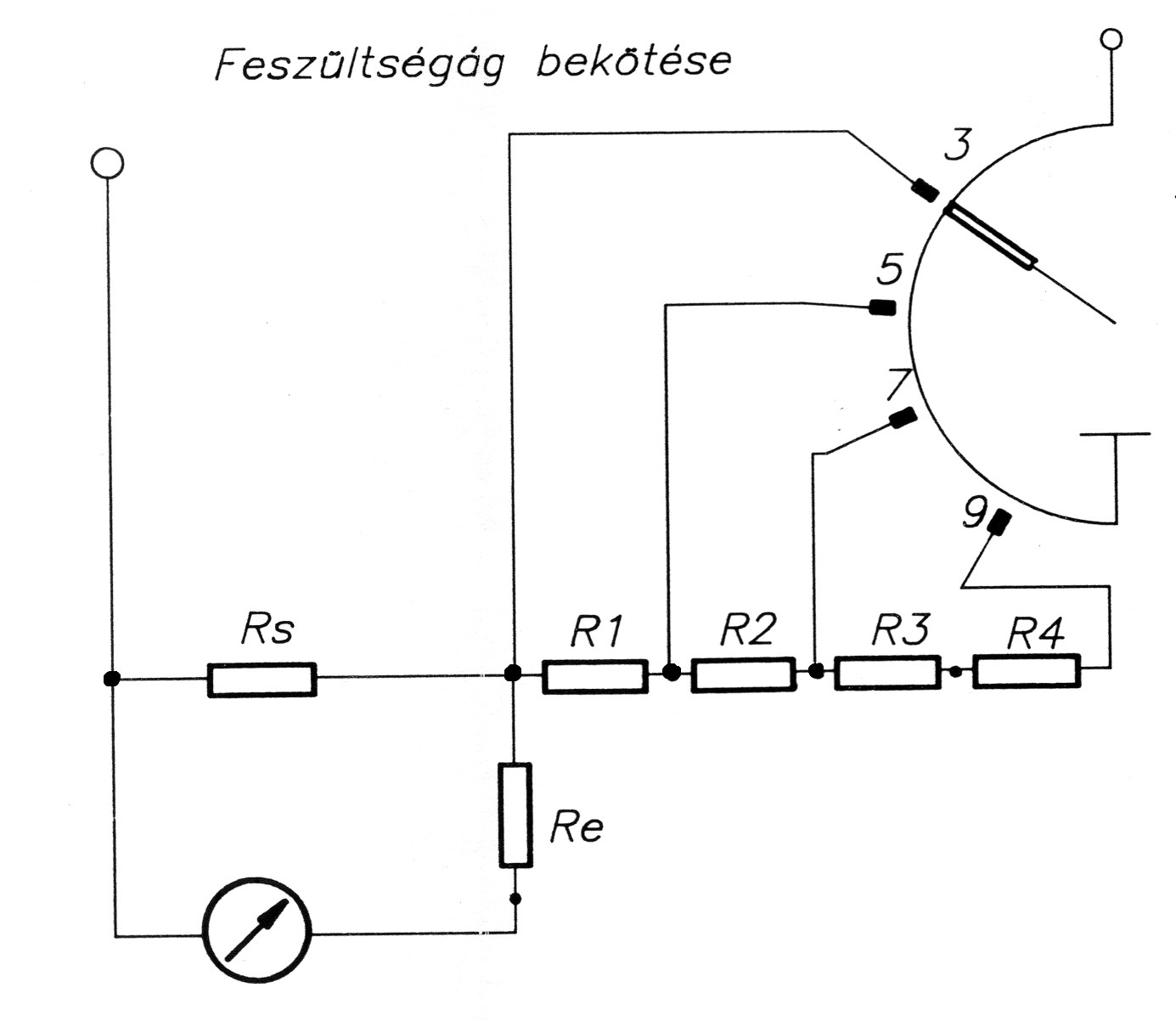
Előtétellenállás a feszültség körben

Több méréshatárnál az eljárás ugyanaz, mint egy méréshatárnál. Kiszámoljuk a legkisebb méréshatárhoz tartozó belső ellenállást. A következő méréshatárnál ugyanígy kiszámítjuk a két méréshatár közötti feszültségkülönbséghez tartozó ellenállást, de ebből levonjuk az előző méréshatár ellenállását. Így folytatjuk, míg van méréshatár.
A számolásnál vegyük figyelembe az ellenállásra megengedett legnagyobb feszültséget, és ha szükséges, több darabból állítsuk össze. Ugyanígy szükséges kiszámolni az előtét-ellenálláson fellépő feszültségeséshez tartozó teljesítményt is. Ha szükséges, több darab ellenállás soros vagy párhuzamos kapcsolásával osszuk el a teljesítményt az előtét-ellenállásokon.

### Kivitele
Használhatunk fémréteg- vagy huzalellenállást is. Az ellenállás pontossága legyen jobb, mint a készítendő műszer pontossága.